# Еріка Воллмер
Еріка Воллмер (нім. Erika Vollmer; 23 лютого 1925 — 25 липня 2021) — колишня німецька тенісистка.
Найвищим досягненням на турнірах Великого шолома були чвертьфінали в одиночному, парному та змішаному парному розрядах.

## Фінали

### Одиночний розряд: 1 (1 поразка)
| Результат | Дата     | Турнір              | Покриття | Суперниця     | Рахунок  |
| --------- | -------- | ------------------- | -------- | ------------- | -------- |
| Поразка   | Тра 1955 | Мастерс Рим, Італія | Ґрунт    | Патрісія Ворд | 4–6, 3–6 |